# 木原実 (タレント)
木原 実（きはら みのる、1960年7月17日 - ）は、日本の気象予報士（第637号）・防災士、俳優、声優。一般財団法人防災教育推進協会理事、有限会社木原実事務所代表。現在は東京都中野区在住。血液型A型。　身長175cm。

## 来歴
東京都大田区池上出身で、2歳の時に神奈川県藤沢市に転居する。
幼少期から落語をたしなみ、高校時代に演劇を始める。神奈川県立厚木高等学校卒業後、1986年、日本大学藝術学部演劇学科を卒業。神谷明の事務所に入り声優、レポーターとして芸能活動を始める。翌1987年、加納幸和、篠井英介らと花組芝居を旗揚げ、ザ・隅田川に参加する。
1995年に気象予報士試験に合格。1997年にはパリの気象サミットに参加し、本格的な気象予報士として活動を始める。翌1998年に独立し、木原実事務所を設立。2004年、防災士資格を取得。また、声優TARAKOを中心としたユニット「WAKU」の講演にも参加する。2005年、日本防災士会常任幹事に就任。
2011年、内閣府「災害被害を軽減する国民運動サポーター」に就任。
2017年10月末に転倒して、頸椎損傷の大けがを負い、手術を受けていたことを、11月24日のブログで報告した。2018年3月22日に退院。3月26日、約5か月ぶりに『news every.』に復帰。

## 人物
- ニュース・情報番組などでの気象予報士としての活動が多いが、俳優、ナレーターの活動も積極的に行っている。
- 主として日本テレビの番組の出演の機会が多い。日本テレビの夕方ニュースについては、4番組にまたがり長年出演し続けている。『NNNニュースプラス1』では、放送開始から終了まで（平日）出演していたので、唯一の皆勤となる。なお、そのプラス1に出演し、現在の『news every.』でもメインキャスターを務めている藤井貴彦は高校の後輩にあたる。
- 2020年2月24日に日本テレビ系列で放送された『日テレ系お笑いの祭典 NETA FES JAPAN』では、そらジローらと共に中継でお笑いコンビ・COWCOWと『あたりまえ体操』に挑戦し、話題となった[6]。
- 実娘は、女優で『ZIP!』のリポーターやアイドルグループ吉本坂46のメンバーでもある木原実優（1994年6月21日生まれ）[1][7][8]。

## 出演
※特記事項の無いものは、すべて日本テレビ。

### ニュース・報道番組
| 期間                         | 期間                         | 番組名                              | 役職                               | 備考 |
| ---------------------------- | ---------------------------- | ----------------------------------- | ---------------------------------- | --- |
| 1986年9月29日                | 1988年4月1日                 | NNNライブオンネットワーク【平日版】 | お天気コーナー                     | |
| 1988年4月4日                 | 2006年3月31日                | NNNニュースプラス1【平日版】        | お天気コーナー                     | 当初は『ヤン坊マー坊天気予報』として放送 |
| 1996年4月1日                 | 2001年9月28日                | あさ天5                             | お天気コーナー                     | |
| 2001年10月2日                | 2011年3月31日                | ズームイン!!SUPER                   | 火・木曜日お天気コーナー           | |
| 2006年4月3日                 | 2010年3月26日                | NNN Newsリアルタイム                | お天気コーナー                     | |
| 2010年3月29日                | 現在                         | news every.                         | お天気コーナー兼一部特集ナレーター | 重大な気象事案発生時以外は、NNN全国枠（第3部）には出演しない、2017年10月下旬より頸椎損傷のため休養、2018年3月26日に復帰、娘である実優が新型コロナウイルスで陽性が判明した事を受け、2020年12月7日から17日まで番組出演を見合わせた（木原本人はPCR検査で陰性と判定されたが、保健当局の指導による）が、18日から復帰した |
| 2022年8月28日・2023年8月27日 | 2022年8月28日・2023年8月27日 | NNNニュースサンデー                 | お天気コーナー                     | この日は日曜日で、本来は高塚哲広が出演するが、『24時間テレビ 愛は地球を救う』の早朝企画「24時間テレビ的 ニュースショー」の内包扱いとなったため代理扱いとして出演 |

### 情報・バラエティ番組
- 日立 あしたP-KAN気分!
- ポンキッキーズ（フジテレビ） - 海田およぐ教授、ダーヨの声　
番組初期の生放送（1993年10月 - 1994年3月）では天気予報コーナーも担当（当時は気象予報士資格取得前）。
- ザ!鉄腕!DASH!!
- 素顔がイイねっ!  - ナレーション
- 買物大スキ!女神の市場 - ナレーション
- らくらく!大人倶楽部（BS日テレ） - 榊原郁恵と共にMC
- 買キング 〜エミエレ〜 - ナレーション
- トコトン掘り下げ隊!生き物にサンキュー!!（TBS）- ナレーション

### テレビドラマ
- 交渉人〜THE NEGOTIATOR〜（テレビ朝日） - 第7話・望月 役
- 熱中時代 - 上野紫音の父親 役

### テレビアニメ
- 北斗の拳（フジテレビ） - ラオウの配下 役 他
- みんなだいすきそらジロー（news every.火・木曜日及びOha!4 NEWS LIVE月・火曜日に再放送されるショートアニメ） - くもジロー 役、ナレーション

### 吹き替え
- アイス・エイジ2（2006年）
- ムタフカズ -MUTAFUKAZ-（2018年） - ファゴール 役[12]

### 映画
- ST 赤と白の捜査ファイル[13]

### CM
- ロッテ「のど飴」（2016年）[14]

### ラジオ
- NHKラジオ第1『DJ壇蜜のSM（Selected Music）』（2019年5月2日）

### 舞台
- あやめ十八番 第十六回公演『雑種 小夜の月』（2024年8月10日）[15]

### その他
- 教えて!お天気キャスター 地球温暖化でどうなる異常気象（2015年12月29日、NHK総合） - この番組では、日テレ天気キャラクターそらジローと一緒に、NHK「ニュースウオッチ9」気象情報担当（当時）の井田寛子、TBS「Nスタ」天気担当の森田正光と共に出演した。
- タモリ倶楽部「気象庁の中に専門書店を発見!　この気象本がスゴい!!」（2016年9月10日、テレビ朝日）- この番組では、TBS｢ひるおび｣天気担当の森朗と共にゲストで出演した。
- 深層NEWS（2017年7月19日、BS日テレ・日テレNEWS24） - ゲスト

## 書籍
- 「気象のしくみ・天気図の見方」主婦の友社（2009年3月27日）監修
- 「世界の天気と気候 (お天気クイズ)」　フレーベル館（2011年2月11日）監修
- 「お母さんと子どものための  防災＆非常時ごはんブック」ディスカヴァー・トゥエンティワン(2014年8月26日）共著：草野かおる
- 「ぐらっとゆれたらどうする！？ そらジローときはらさんの防災絵本」小学館（2015年11月15日）イラスト：小柴直之

## 楽曲参加
※曲中ナレーションとして参加。
- 斉藤由貴「ENDING 〜Hello Dolly〜」（1990年、アルバム『MOON』収録）
- 谷山浩子「そっくり人形展覧会」（1991年、アルバム『お昼寝宮・お散歩宮』収録）